# Abolboda americana
Abolboda americana là một loài thực vật hạt kín trong họ Hoàng đầu. Loài này được (Aubl.) Lanj. mô tả khoa học đầu tiên năm 1937.